# Parafia Najświętszego Serca Pana Jezusa w Górowie Iławeckim
Parafia Najświętszego Serca Pana Jezusa w Górowie Iławeckim – parafia Kościoła rzymskokatolickiego w Górowie Iławeckim.